# Dethialao Bassine Sourang Fall
Dé Tialao (Dece Law en wolof) est un damel (souverain) du Cayor, un royaume pré-colonial situé à l'ouest de l'actuel Sénégal. Il règne pendant quatre ans, de 1693 à 1697.
Devenu aveugle, il est déposé et Lat Soukabé lui succède.